# Zonsondergang en andere verhalen
Zonsondergang en andere verhalen (Engelse titel: Nightfall and Other Stories) is een sciencefictionverhalenbundel uit 1982 van de Amerikaanse schrijver Isaac Asimov. De verhalen 3,4,5,7 en 8 verschenen eerder (1971) in de verhalenbundel Broedt daar een mens? (Bruna SF 1).

## Korte verhalen
1. Zonsondergang (Nightfall, 1941)
2. De dood van een zendeling (Green Patches, 1950)
3. Gastvrouw (Hostess, 1951)
4. Broedt daar een mens? (Breeds There a Man?, 1951)
5. L-Sluis (C-Chute, 1951)
6. Voor een goede zaak (In A Good Cause..., 1951)
7. Wat als… (What If…, 1952)
8. Sally (Sally, 1953)
9. Vliegen (Flies, 1953)
10. Er is niemand hier, behalve... (Nobody Here But..., 1953)
11. Een mooie dag voor een wandeling (It's Such a Beautiful Day, 1954)
12. Stakingsbreker (Strikebreaker, 1957)
13. Schuif pin A in gleuf B (Insert Knob A in Hole B, 1957)
14. De modern tovenaar (The Up-to-Date Sorcerer, 1958)
15. Tot de vierde generatie (Unto the Fourth Generation, 1959)
16. Liefde, wat is dat? (What Is This Thing Called Love?, 1961)
17. De machine die de oorlog won (The Machine That Won the War, 1961)
18. Mijn zoon, de natuurkundige (My Son, the Psysicist, 1962)
19. Meer dan kijken (Eyes Do More Than See, 1965)
20. De racist (Segregationist, 1968)

Het verhaal Zonsondergang diende als basis voor het boek Ondergang (Nightfall, 1990) van Robert Silverberg en Isaac Asimov.